# Paris FC
Paris Football Club, denumit în mod obișnuit Paris FC sau pur și simplu PFC, este un club de fotbal profesionist francez cu sediul la Paris, care concurează în Ligue 2, al doilea eșalon al fotbalului francez. Paris FC își joacă meciurile de acasă pe Stade Charléty, care este situat în arondismentul 13 din Paris.
Înființat în 1969, clubul a fuzionat cu Stade Saint-Germain pentru a forma Paris Saint-Germain în 1970. În 1972, clubul s-a desprins de Paris Saint-Germain, rezultând actualul Paris FC. Spre deosebire de omologul său, care a ajuns să aibă o fundație solidă, Paris FC s-a străduit să se afirme, petrecându-și cea mai mare parte a existenței sale jucând în diviziile de amatori. Cea mai mare realizare a clubului până în prezent a fost câștigarea grupei sale în Championnat de France amateur în 2006. Paris FC a jucat ultima dată în Ligue 1 în sezonul 1978-79.
Deși Paris FC s-a zbătut pe plan intern, clubul a servit ca o trambulină pentru mai mulți jucători tineri care au continuat să aibă cariere profesionale de succes. Printre jucătorii notabili care și-au început cariera la acest club se numără Jean-Christophe Thouvenel, Mamadou Sakho, Tijani Belaid, Aymen Belaïd, Gabriel Obertan și Ibrahima Konaté. Sakho și frații Belaïd au devenit între timp internaționali seniori pentru echipele lor naționale respective, în timp ce Thouvenel a ajuns să câștige o medalie de aur la Jocurile Olimpice de vară din 1984. Managerul Roger Lemerre și-a început cariera de antrenor la acest club înainte de a conduce Franța la câștigarea titlurilor la Campionatul European de Fotbal din 2000 și la Cupa Confederațiilor FIFA 2001.